# 王尚文
王尚文（1915年—1983年），男，直隶（今河北）临城人，中国石油地质专家，曾任石油地球物理勘探局总地质师，国务院学位委员会学科评议组成员。